# Christian Friedrich Daniel Schubart

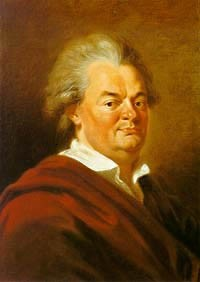
Christian Friedrich Daniel Schubart von August Friedrich Oelenhainz

Christian Friedrich Daniel Schubart (* 24. März 1739 in Obersontheim; † 10. Oktober 1791 in Stuttgart) war ein deutscher Dichter, Organist, Komponist und Journalist.
Historische Bedeutung erlangte er insbesondere durch seine scharf formulierten sozialkritischen Schriften, mit denen er die absolutistische Herrschaft und deren Dekadenz im damaligen Herzogtum Württemberg öffentlich anprangerte.

## Leben

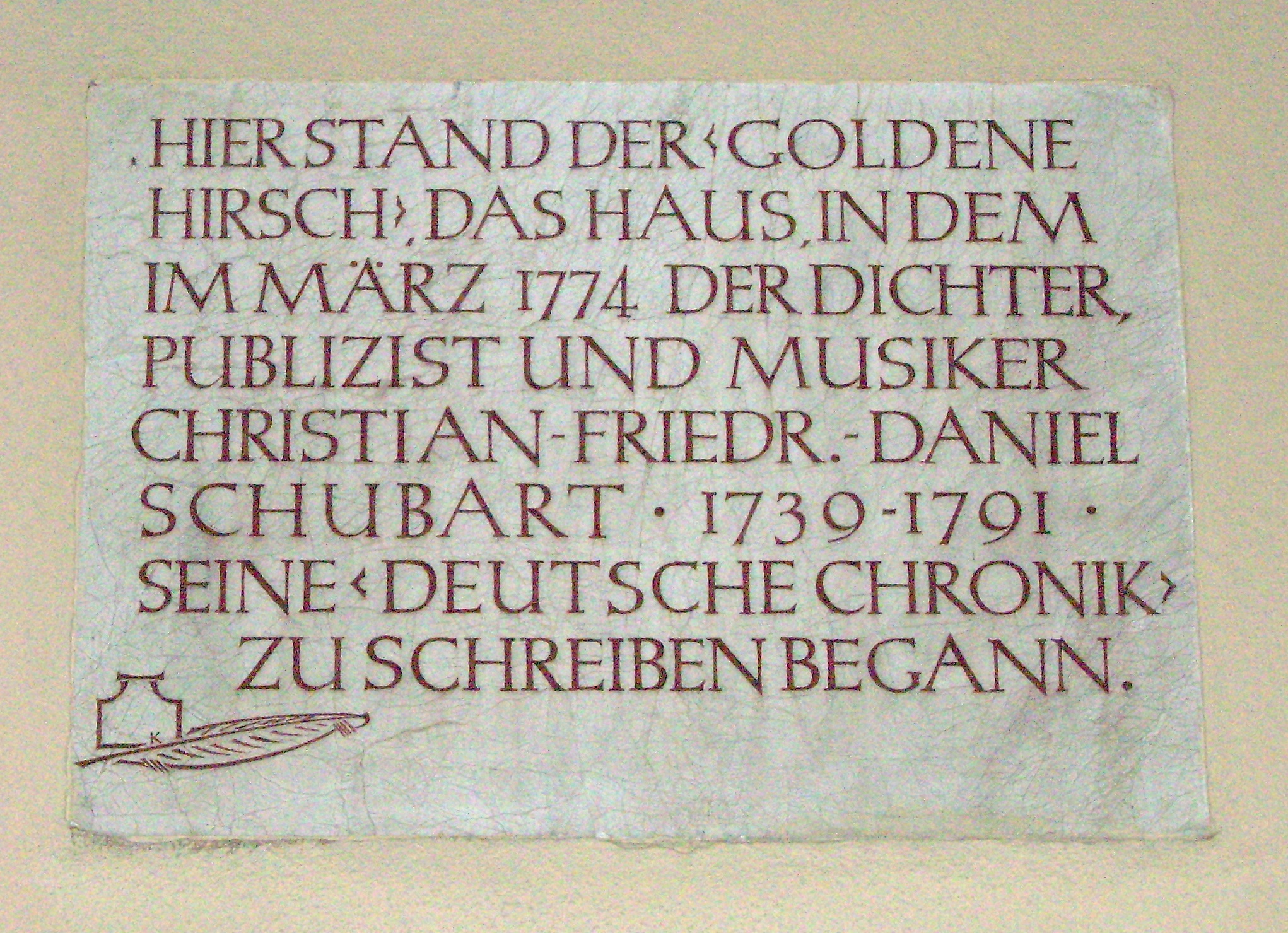
Gedenktafel in Augsburg

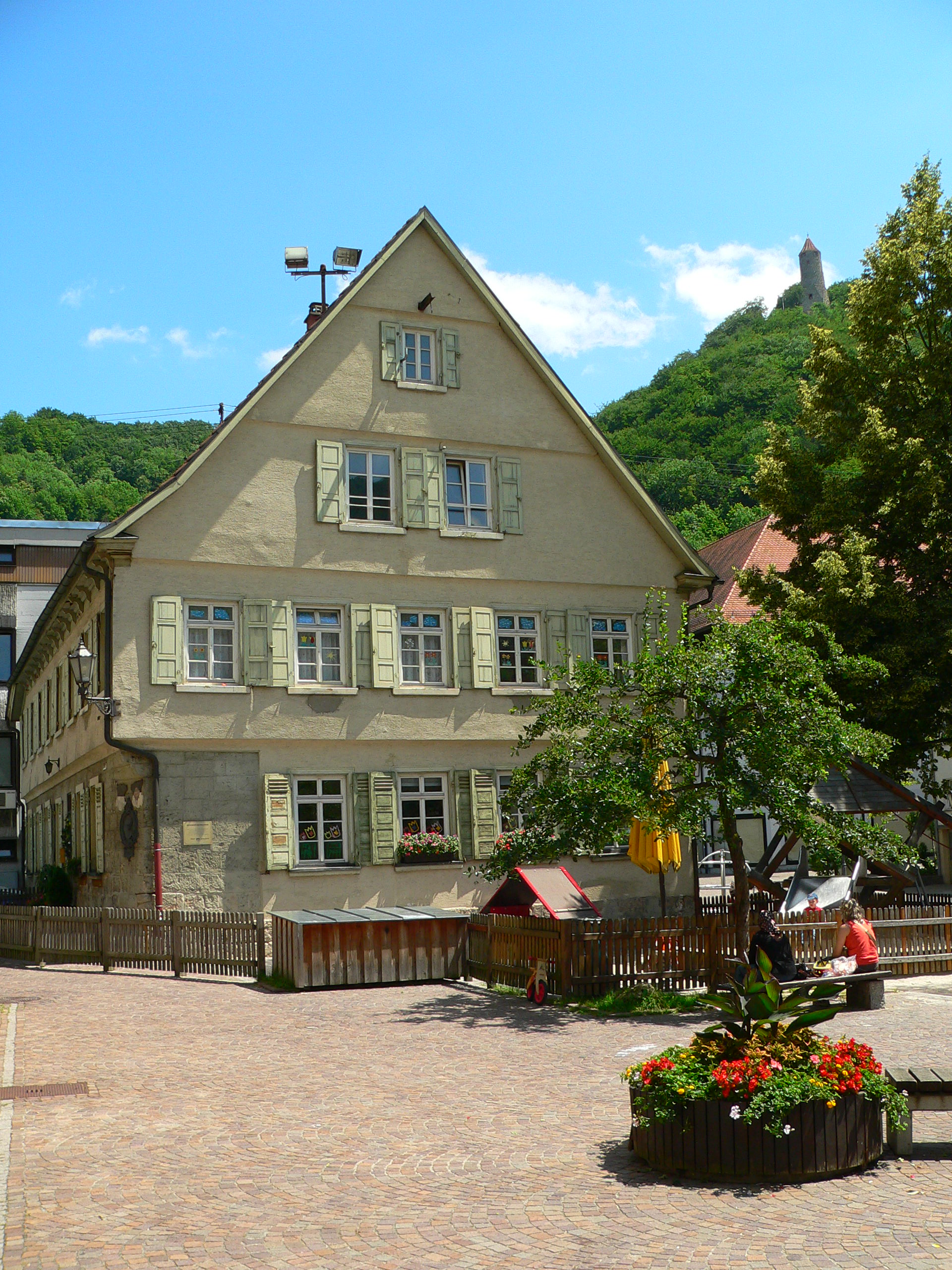
Das Schubart-Schulhaus in Geislingen an der Steige, worin Schubart von 1763 bis 1769 unterrichtete

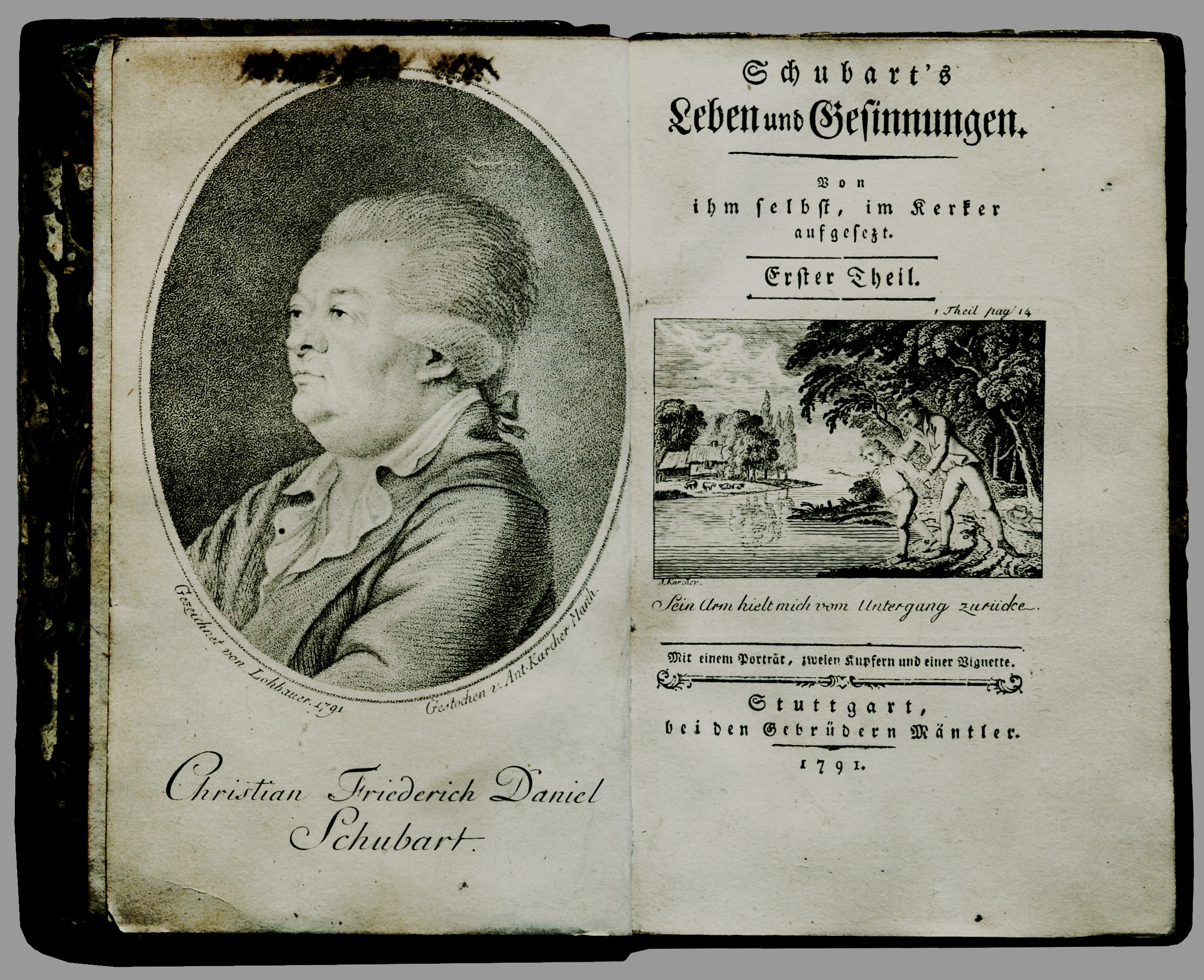
Erstdruck der Autobiographie Schubarts 1791

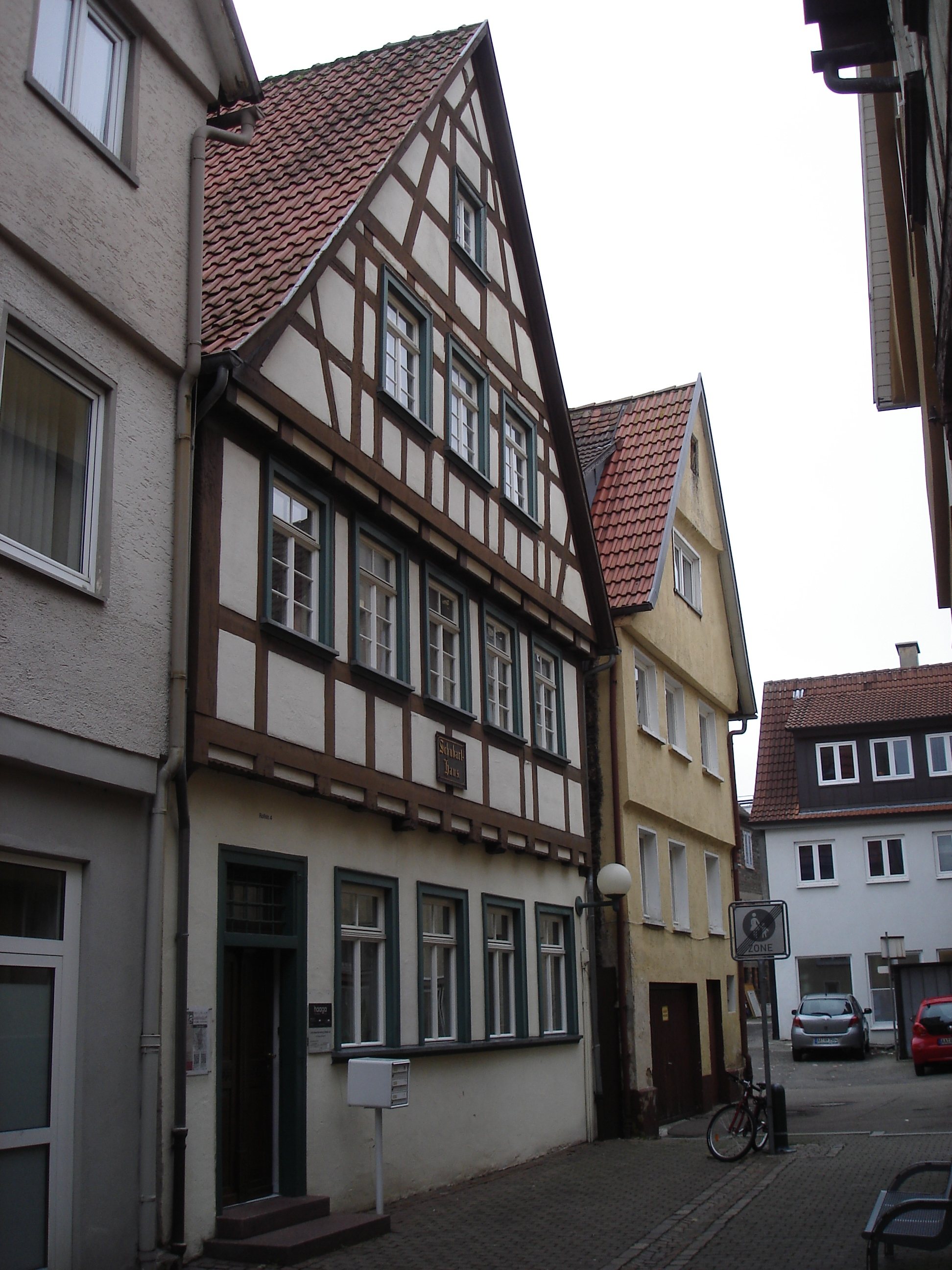
Das Schubart-Haus in Aalen. Hier verbrachte Schubart seine Kindheit und Jugendzeit

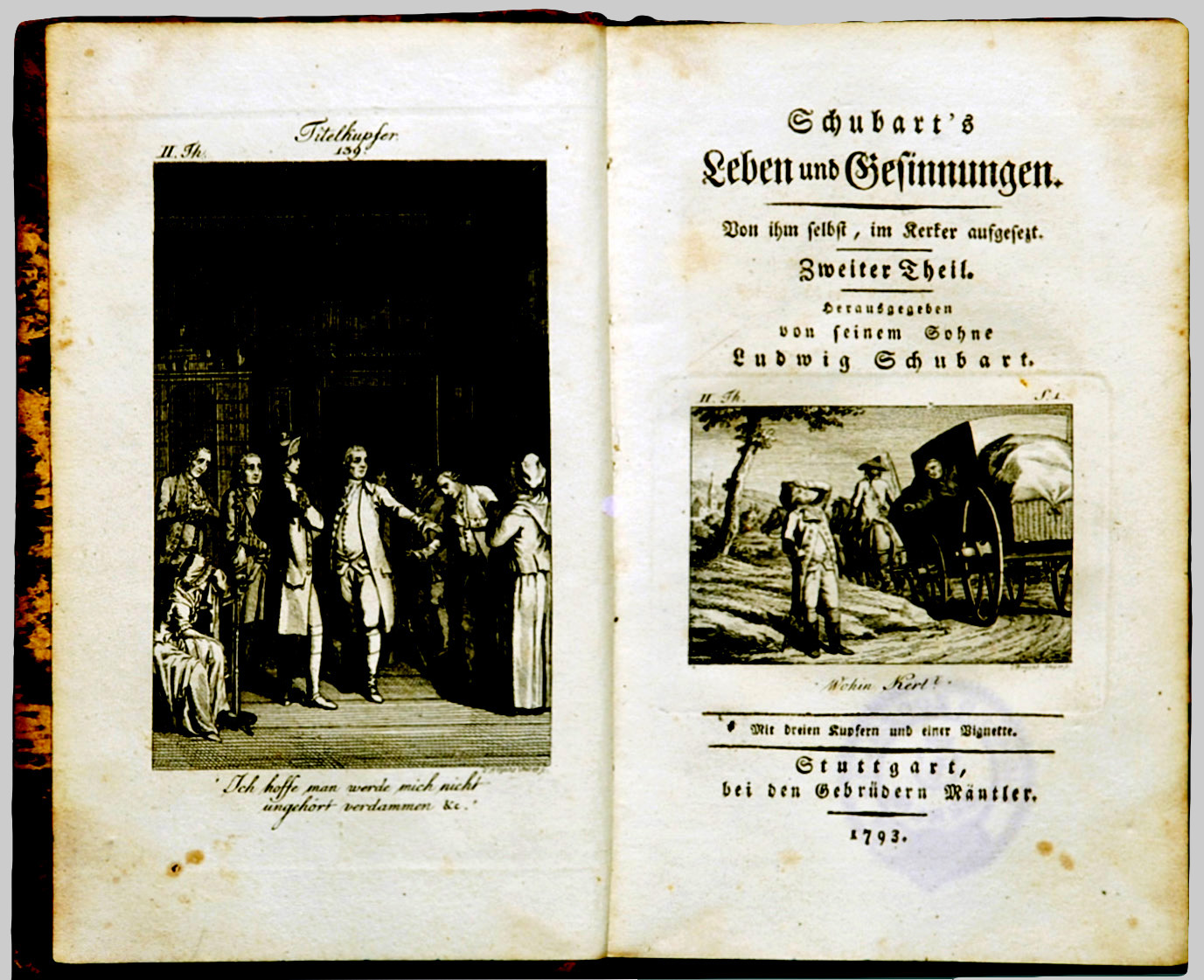
Erstdruck mit gestochenem Frontispiz und Titelkupfer

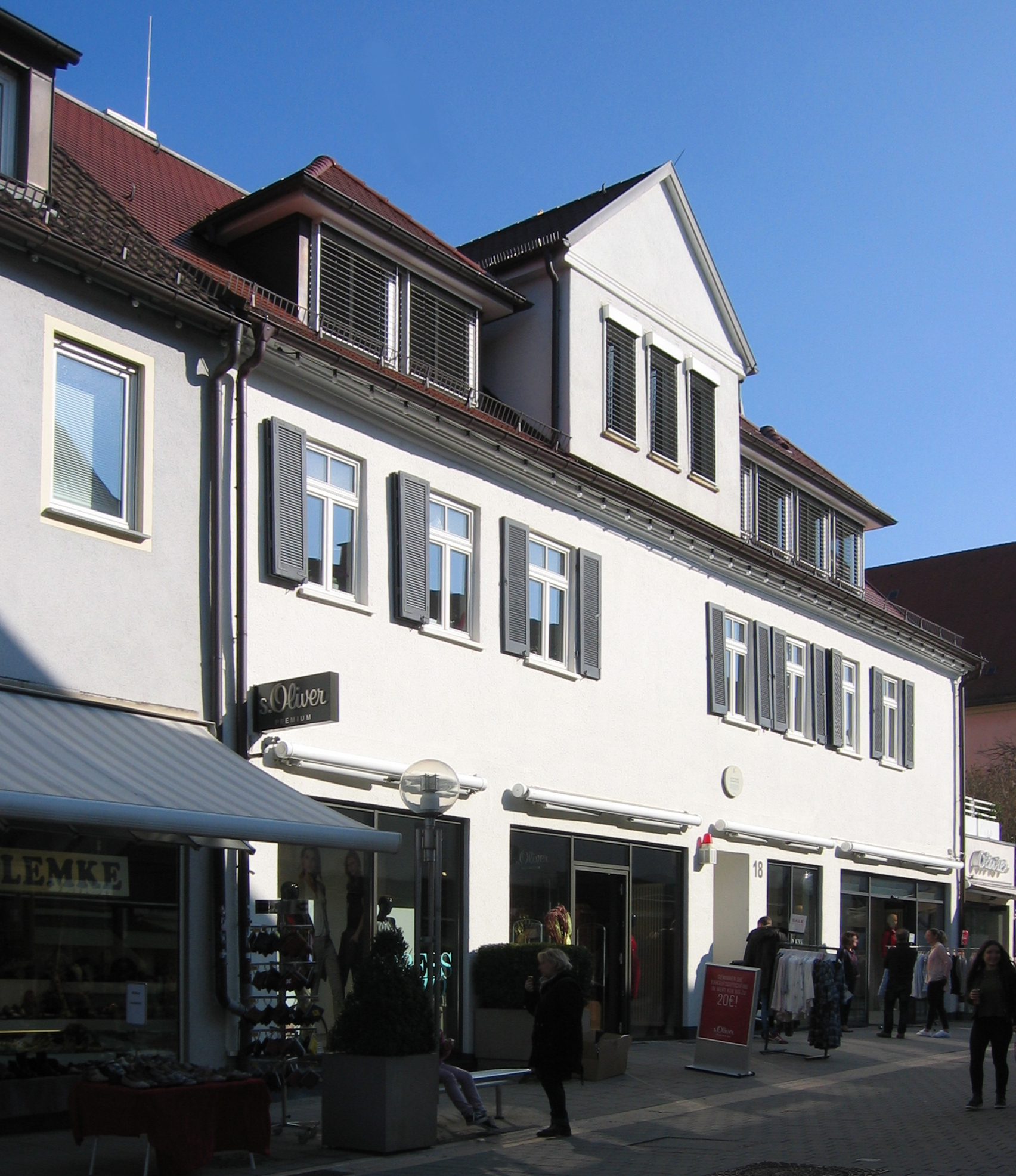
Das Schubart-Haus in Ludwigsburg

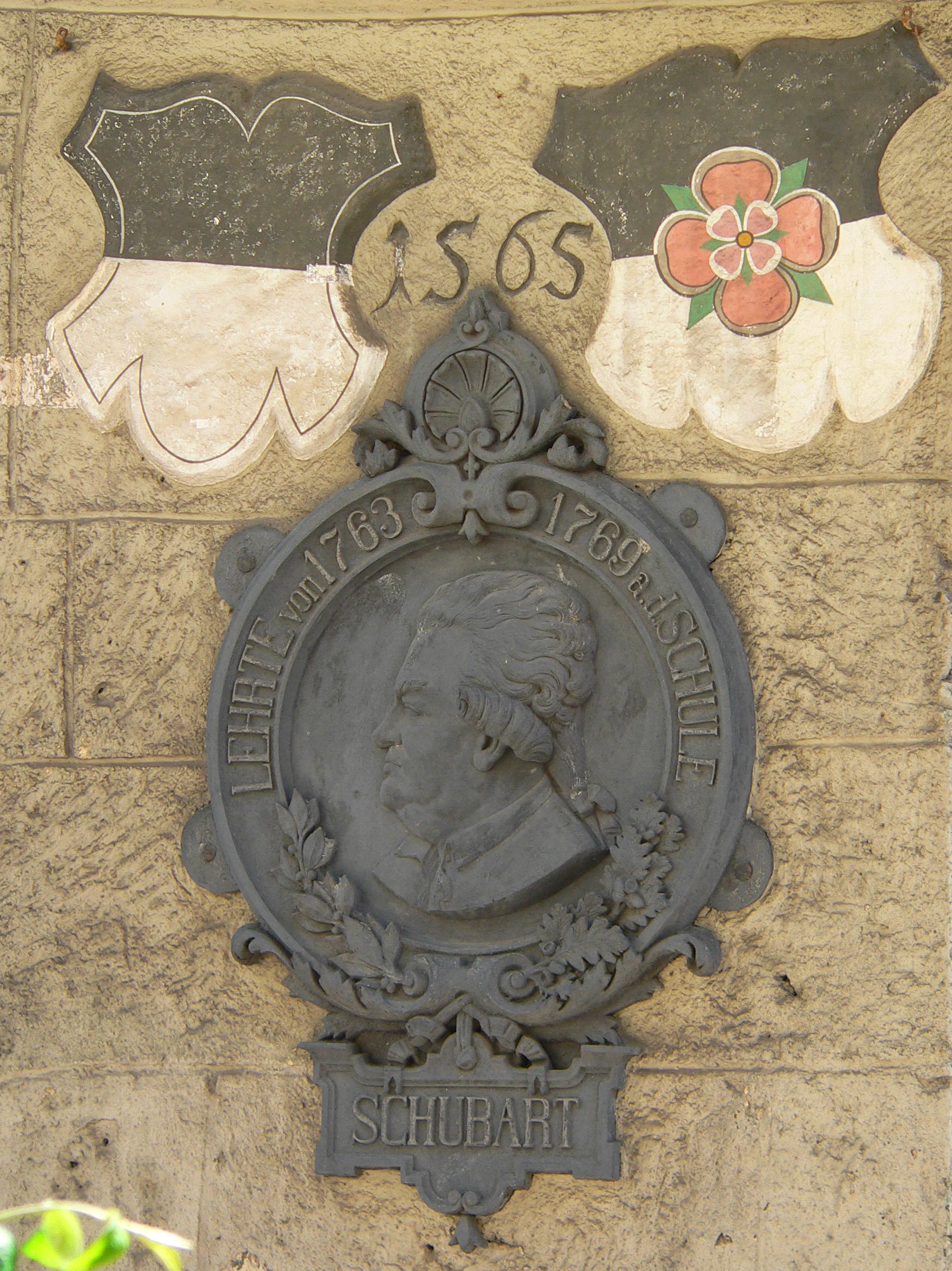
Gedenktafel am Schubart-Schulhaus in Geislingen an der Steige

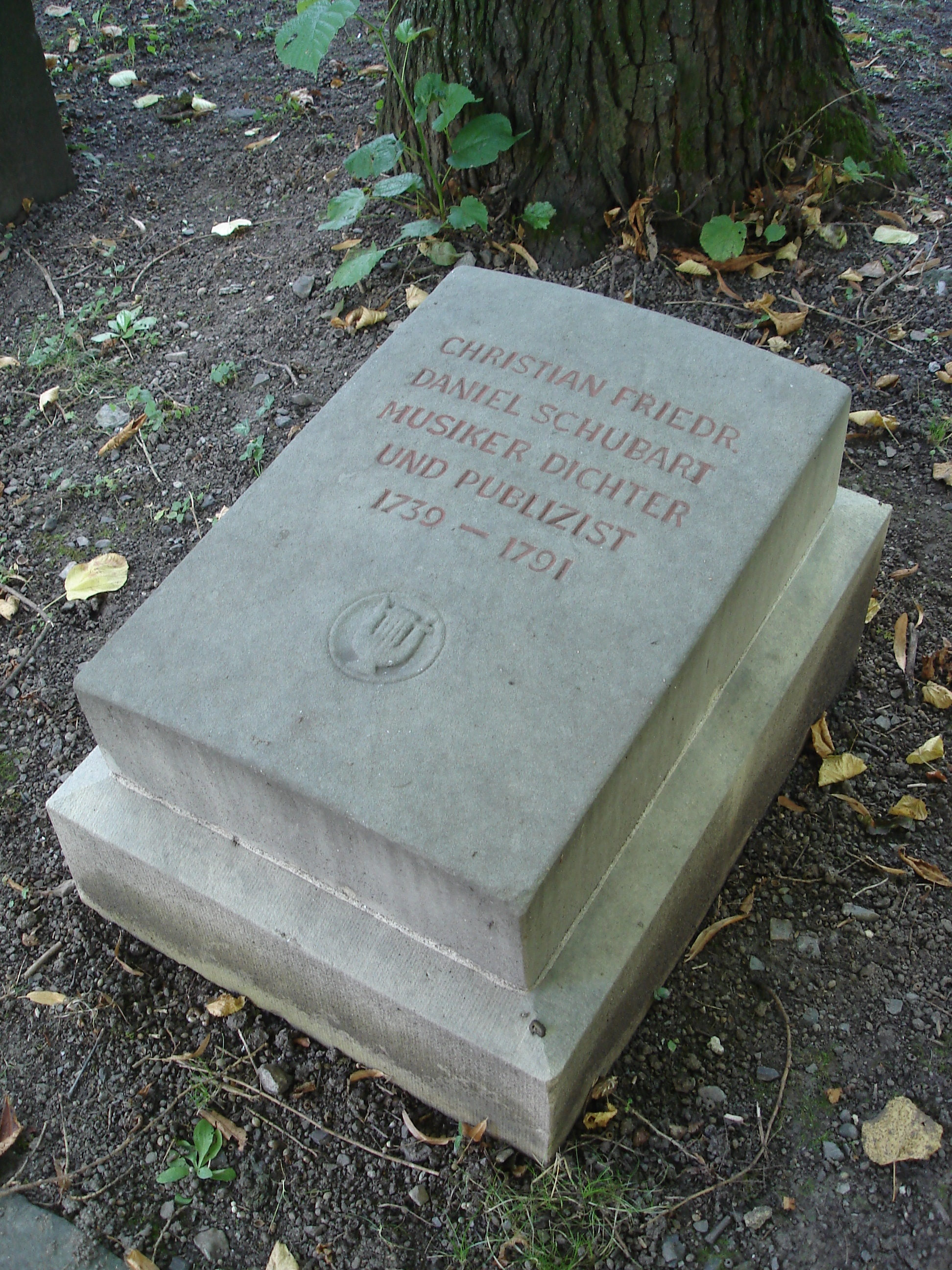
Schubarts Grab auf dem Stuttgarter Hoppenlau-Friedhof

Als Sohn eines Pfarrvikars und Lehrers wuchs Schubart zunächst in Aalen auf. Er war dann Hauslehrer bei Johann Georg Blezinger in Königsbronn, mit dem ihn eine Freundschaft verband. Von 1763 bis 1769 lebte er in Geislingen an der Steige. 1769 wurde er als Organist und Musikdirektor an den württembergischen Hof nach Ludwigsburg berufen. Dort wurde er dem Adel und Klerus wegen seines lockeren Lebenswandels, seines mangelnden Respekts sowie seiner scharfen Kritik an Aristokratie und Geistlichkeit zusehends ein Dorn im Auge. Nach vier Jahren sah sich Herzog Carl Eugen gezwungen, ihn des Landes zu verweisen.
In Augsburg begann er 1774 die Herausgabe der Zeitschrift Teutsche Chronik (Erstausgabe am 31. März), in der vor allem gegen die Jesuiten polemisiert wurde. Als nach kurzer Zeit der Augsburger Magistrat den Druck des Journals verbot, wurde er in Ulm fortgesetzt, wohin Schubart 1775 ging, nachdem er aus Augsburg vertrieben worden war.
Weil er den Verkauf von württembergischen Landeskindern für Englands Kolonialkriege anprangerte und Carl Eugens Mätresse Franziska von Hohenheim als „Lichtputze, die glimmt und stinkt“ verspottete, lockte man ihn zwei Jahre später mit Hilfe eines Spitzels nach Blaubeuren, um ihn auf württembergischem Territorium verhaften zu können (siehe: Schubartstube). Als er im Februar 1777 auf die Festung Hohenasperg gebracht und in den Kerker geworfen wurde, waren der Herzog und Franziska zugegen, denn die Genugtuung wollten sich die beiden Gekränkten nicht entgehen lassen.
Zehn Jahre lang war Schubart das Opfer absolutistisch motivierter Umerziehungsmaßnahmen. Er durfte in seinem Turmverlies keinerlei Besuch empfangen, das Lesen und Schreiben war ihm in den ersten Jahren verboten. Trotz zahlreicher Fürbitten vieler Freunde in ganz Deutschland, die Gedichte über ihn schrieben und ihn (wie zum Beispiel Johann Gottfried Herder) als Freiheitshelden und Märtyrer feierten, ließ Carl Eugen ihn erst im Mai 1787 wieder frei – vor allem angesichts der Einmischung Preußens. Darüber hinaus wurde er sogar zum Musik- und Theaterdirektor am Herzogshof zu Stuttgart ernannt, wo er die Herausgabe seiner Zeitschrift (unter neuen Titeln) fortführte.
Mit dem Tod Schubarts 1791 verbindet sich die Sage, er sei lebendig begraben worden, was Hölderlin und andere sehr erschüttert haben soll. Gesammelt und verbreitet wurden diese Gerüchte 1849 von David Friedrich Strauß, dem ersten Schubart-Biografen. Der Dramatiker Heiner Müller wollte 1995 sogar eine „große Angst deutscher Dichter seit Schubart“ festgestellt haben, scheintot beerdigt zu werden:

„Als man sehr viel später den Friedhof abgeräumt hat, hat man entdeckt, dass der Sarg von innen völlig zerkratzt war, der Sarg von Schubart, das ist schon makaber, nach zwölf Jahren Knast auch noch scheintot begraben zu sein.“

Sein Grab befindet sich auf dem Hoppenlaufriedhof in Stuttgart.

## Werk
In seinem lyrischen Schaffen war Schubart sowohl der Sensibilität Klopstocks als auch den volksliedhaften bis pathetischen Vertretern des Sturm und Drang verbunden. Dank seines improvisatorischen Talents und seiner stets offen ausgesprochenen Meinung stieg seine Beliebtheit bei den unteren sozialen Schichten sehr rasch. Er wurde sogar zu einer Art Sprachrohr der Unterdrückten aufgrund seiner die Herrschenden anklagenden Lyrik (wie etwa Die Fürstengruft von 1783 oder Kaplied von 1787) sowie durch seine Tätigkeit als Journalist. Aus seiner generell ablehnenden Haltung gegenüber despotischem und obskurantistischem Handeln machte er nie ein Geheimnis und wurde damit zum Vorbild für jüngere Dichter wie Friedrich Schiller und Friedrich Hölderlin.
Seine Abhandlung Zur Geschichte des menschlichen Herzens mit der darin enthaltenen Anekdote um zwei ungleiche Brüder und den Konflikt mit dem Vater aus dem Jahre 1775 diente Schiller als Inspiration für Die Räuber. Franz Schubert vertonte sein Gedicht Die Forelle als Kunstlied, das in der Bearbeitung als Forellenquintett durch Franz Schubert große Bekanntheit erlangte.
Mit seinen Ideen zu einer Ästhetik der Tonkunst (während der Festungshaft verfasst, 1806 posthum im Druck erschienen) schuf er ein wichtiges Werk, in dem er viele Informationen zum Musikleben seiner Zeit festhielt; darunter Berichte über verschiedene Musikzentren und Hofkapellen.
Speziell für die Ausgabe der Neuwieder „Freymaurer“-Zeitung vom 17. August 1787 vertonte der Sturm- und Drang-Dichter Christian Friedrich Daniel Schubart die Ode „An die Freude“ von Friedrich Schiller – ohne dass die damaligen Herausgeber den Verfasser dieser Zeilen kannten. Sie schrieben damals: 

„Wir entschädigen den Herrn Verleger dieses Gedichts, der sich allenfalls dazu finden möge, nach Kräften und Vermögen….“

Weiterhin findet sich in dieser Ausgabe der Hinweis: 

„Die Freiheit, die sich der Dichter darin erlaubte, werde niemandem, auch nicht dem strengsten Orthodoxen, anstößig sein“

Als Schubart in Heilbronn weilte, hielt er seine Impressionen fest:

„Tiefgewurzelt blieben seit diesem in meiner Seele die Eindrüke von Heilbronn - von diesem schönen Himmel, der über seine Warte, Thürme und Häuser hinströmt und von den guten, freien, heitern, offenen, zu den reinsten Akkorden der Freude und des Wohlwollens gestimmten Menschen daselbst. Wer Gold hat und zwanglos und gut und schön in Deutschland leben möchte, dem wollt' ich Heilbronn anraten“

### Kompositorisches Werk (Auswahl)
- Etwas für Clavier und Gesang. Vierhändige Klaviersonate. Cornetto-Verlag, Stuttgart 2009
- Etwas für Clavier und Gesang, Sonate Nr. II. Klaviersonate. Cornetto-Verlag, Stuttgart 2006
- Treize variations pour le clavecin ou piano-forte. (1788) (Dreizehn Variationen für Cembalo oder Pianoforte). Cornetto-Verlag, Stuttgart 2010
- Danket dem Herrn. Vertonung des 118. Psalms. Verlag C. Hofius, Ammerbuch 2010
- Sämtliche Lieder. Hrsg. von Hartmut Schick, mit einem Beitrag zu den Texten von Joh. Nikolaus Schneider (= Denkmäler der Musik in Baden-Württemberg 8), Strube Verlag, München 2000

## Ehrungen

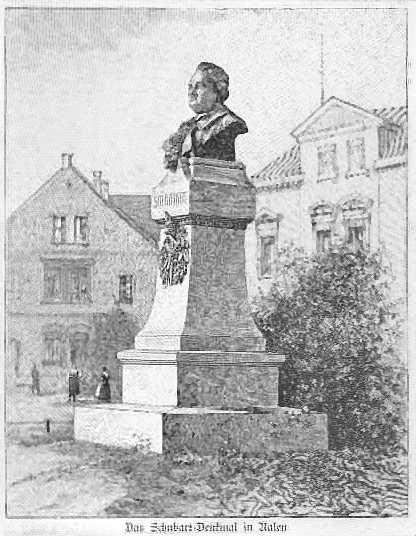
Denkmal in Aalen um 1892

- In Aalen steht vor dem Bahnhof  ein Schubart-Denkmal mit wechselhafter Geschichte. Das erste Denkmal wurde 1891 vom württembergischen Hofbildhauer Ernst Curfeß geschaffen. Als sogenannte Metallspende des deutschen Volkes während des Zweiten Weltkriegs wurde die Bronzebüste im Jahr 1942 eingeschmolzen. 1950 erhielt der Künstler Hugo Buchner den Auftrag, eine möglichst originalgetreue Nachbildung der ursprünglichen Plastik anzufertigen.

Dieses Replikat ist heute Hauptbestandteil einer modernen Skulptur des  Ellwanger Bildhauers Rudolf Kurz.
Die „Schubart–Stele“ in Edelrost Optik aus dem Jahr 2011 besteht aus einem Rahmen und einem Sockel, der die Büste aus dem Jahr 1950 trägt.
- Das Kloster Blaubeuren erinnert mit der Schubartstube, einem kleinen Literaturmuseum, an ihn und seine Verhaftung.
- In Ulm und Aalen sind Gymnasien nach ihm benannt, eine Schubart-Realschule steht in Geislingen an der Steige.
- Die Stadt Aalen stiftete zu seiner Erinnerung 1955 den Schubart-Literaturpreis.
- Die Kaiser-Brauerei, eine regionale Brauerei aus Geislingen an der Steige, hat ein Bier („Schubart-Dunkel“) nach Christian Schubart benannt.
- Die Bürgerstiftung Geislingen an der Steige und die Stadt Geislingen an der Steige verleihen jährlich an junge Künstler den Schubart-Kulturpreis.[6]
- Ein Wagen der Straßenbahn Ulm trägt seinen Namen.[7]

## Sonstiges
- Heinrich Lilienfein veröffentlichte im Jahre 1938 den Schubart-Roman In Fesseln – frei.
- Albert Emil Brachvogel veröffentlichte im Jahre 1864 den vierbändigen historischen Roman Schubart und seine Zeitgenossen, (später auch unter dem Titel Sturm und Drang. Christian Schubart und seine Zeitgenossen).